# Колцешть (Горж)
Колцешть, Колцешті (рум. Colțești) — село у повіті Горж в Румунії. Входить до складу комуни Логрешть.
Село розташоване на відстані 196 км на захід від Бухареста, 38 км на південний схід від Тиргу-Жіу, 57 км на північ від Крайови.

## Населення
За даними перепису населення 2002 року у селі проживали 350 осіб, усі — румуни. Усі жителі села рідною мовою назвали румунську.